# کسرا عنقایی
کسرا عنقایی (متولد ۲۶ خرداد ۱۳۴۶) از شاعران ایرانی است که شعرهایش را در اواخر دهه ۱۳۶۰ خورشیدی و عمدتاً در دهه ۱۳۷۰ در ایران منتشر کرد. کسرا عنقایی نخستین مجموعه شعرش را در سال ۱۳۶۸ در سن ۲۲ سالگی منتشر کرد. دوران کودکی وی در بسیاری از شهرستان‌های کوچک ایران سپری شد که به وی در آشنایی با آداب و رسوم ملتش و کسب تجربیات شاعرانه کمک کرد. وی در کنار شعر به نقاشی و فیلمنامه‌نویسی هم پرداخت که هر دو هنر نقش مهمی در زندگی هنری‌اش بازی کرد. کسرا عنقایی مسؤول صفحات شعر مجلاتی چون «شباب»، «معیار» و «کِلک» بود. عنقایی برای نخستین بار مبحث جدیدی را در شعر معاصر ایران به نام «شعر- نثر» مطرح کرده که به گفته خودش بر اساس سبک گلستان سعدی شالوده ریزی شده‌است.
وی این آثار را ابتدا در مجلات: آدینه، شماره ۱۳۳–۱۳۲، ص ۸۵، اول مهر ۱۳۷۷، عصر پنجشنبه شماره اول، سال اول، ۱۶ مهرماه ۱۳۷۷ و روزنامه اخبار، شماره ۹۳۹، ص ۴، سه‌شنبه ۲۱ مهرماه ۱۳۷۷ منتشر کرد.
آنچه کسرا عنقایی به عنوان شعر- نثر مطرح کرده آمیزش نثر و شعر است یعنی همچون گلستان سعدی حاویِ هم نثر و هم شعر است.
تأثیرات کسرا عنقایی بر شاعران همدوره‌اش طی دهه هفتاد انکارناپذیر است. حافظ موسوی در مجلهٔ گردون (سال ششم، شماره ی۵۱، مهرماه ۱۳۷۴، صفحهٔ ۳۹) ضمن آن که کسرا عنقایی را شایسته واقعی دریافت جایزه گردون می‌داند اضافه می‌کند: «من همیشه به خودم و دوستان جوانترم توصیه کرده‌ام که جدیت و پشتکار حرفه‌ای را از کسرا عنقایی بیاموزم و بیاموزند».
کسرا عنقایی در کنار آفرینش‌های ادبی به ترجمه آثاری از شاعران و نویسندگان اروپایی و آمریکایی نیز می‌پردازد.

## دیدگاه‌ها در مورد کسرا عنقایی
جملات کوتاه شاعران و منتقدانی که دربارهٔ کسرا عنقایی اظهار نظر کرده‌اند:
- علی باباچاهی: من کسرا عنقایی را شاعری جدّی و پیگیر می‌دانم. او نکته‌های بسیاری آموخته و به سخن خود پیوند زده‌است. او می‌داند چه بار سنگینی را بر زمین نهاده، بعد کمر راست کرده و به تماشای آفاقی نامنتظر ایستاده‌است. عنقایی از منش نمادین پدیده‌ها به سمت عینیت عین‌ها کشانده شده و با زبانی راحت و رها، آهسته و با احتیاط، از کلمات شاعرانه فاصله گرفته تا به تعبیر ازرا پاوند برخورد مستقیم‌تری با اشیا و پدیده‌ها داشته باشد.[۱]
- عنایت سمیعی: کسرا عنقایی از معدود شاعران جوانی است که تحت تأثیر هیچ‌یک از شاعران سلف و همنسلان خود قرار نگرفته‌است و همین استقلال نظرگیر به توقع خواننده آثارش می‌افزاید.[۲]
- منوچهر آتشی: کسرا عنقایی با این شعرهای تلخ و ژرف و با این زبان بی ادا و اطوار ادیبانه، نماینده – یا یکی از نمایندگان – صادق و صمیمی نسلی است که به دنبال نسل شاعران پیشرو اواخر دهه پنجاه، به عرصه شعر روی آورده، و این فرصت را داشته‌اند که با فردیت رها و آزاد از کابوس ذهنیت مسلط بر دهه‌های سی و چهل و نیمه اول دهه پنجاه، به شاعری بپردازند.[۳]
- حافظ موسوی: عنقایی در مجموع از زبان و بیانی امروزی و مدرن، ذهنی تصویرپرداز و تخیلی نیرومند برخوردار است. اما در عین حال شاعری است که بیش از فرم و تکنیک و بیش از شگردهای زبانی و ساختاری به «معنا» یا بهتر بگوییم به مفاهیم شاعرانه در کارش اهمیت می‌دهد.[۴]
- محمود معتقدی: شعر عنقایی در میان همنسلانش صاحب هویت و ظرفیت‌های شاعرانه و امروزی است. او مدرن می‌اندیشد و در ادراک لبخند به آغاز برف سفر می‌کند. آینده در صدای او خواهد بود.[۵]

## آثار
کسرا عنقایی در دهه هشتاد نیز فعال بوده و چند کتاب اخیرش طی این دهه منتشر شده‌است.
از عنقایی تا کنون ۲۴ کتاب در زمینه‌های شعر، داستان (برای کودکان)، و فیلمنامه منتشر شده‌است که عبارتند از:
- ۱- بر پلکان برج قدیمی (مجموعه شعر)، انتشارات شفا، ۱۳۶۸
- ۲- افسانه کولی‌ها (فیلمنامه)، انتشارات چشم و چراغ، ۱۳۶۸
- ۳- دروازه پیچک و مه (مجموعه شعر)، انتشارات روشنگران، ۱۳۷۰
- ۴- نمِ سفال‌های عتیق (مجموعه شعر)، نشر نشانه، ۱۳۷۲
- ۵- به دنبال سنجاقک‌ها (مجموعه شعر)، نشر نوید شیراز با همکاری نشر نشانه، ۱۳۷۳
- ۶- پدر ابری من (داستان برای کودکان)، انتشارات با فرزندان، ۱۳۷۵
- ۷- تندیس مه (برگزیده آثار، به کوشش بهمن معتمدیان)، نشر نوید شیراز، ۱۳۷۶
- ۸- سرود پایان قرن (مجموعه شعر)، انتشارات میر کسری، ۱۳۷۸
- ۹- عاشقانه‌ها (برگزیده ۲۰ سال شعر عاشقانه ایران ۱۳۷۷–۱۳۵۷)، باهمکاری مهین خدیوی، نشر سالی، ۱۳۸۱
- ۱۰- ستاره‌های منجمد (مجموعه شعر)، انتشارات نوید شیراز، زمستان ۱۳۸۸
- ۱۱- راز خاک (مجموعه شعر)، انتشارات نوید شیراز، زمستان ۱۳۸۸
- ۱۲- سایه‌های آینده (مجموعه شعر)، انتشارات نوید شیراز، زمستان ۱۳۸۸
- ۱۳- تقدیس آبنوس (مجموعه شعر)، انتشارات نوید شیراز، زمستان ۱۳۸۸
- ۱۴- برگ زیر برف (مجموعه شعر)، انتشارات نوید شیراز، زمستان ۱۳۸۸
- ۱۵- خاک و ابریشم (مجموعه شعر)، انتشارات نوید شیراز، زمستان ۱۳۸۸
- ۱۶- پاییز در آینه (مجموعه شعر)، انتشارات نوید شیراز، زمستان ۱۳۸۸
- ۱۷- آرامگاه آتش (مجموعه شعر)، انتشارات نوید شیراز، زمستان ۱۳۸۸
- ۱۸- بازگشت از همیشه (مجموعه شعر)، انتشارات نوید شیراز، زمستان ۱۳۸۸
- ۱۹- ریشه‌های فردا (مجموعه شعر)، انتشارات نوید شیراز، زمستان ۱۳۸۸

عنوان این مجموعه ۱۰ جلدی «ستایش‌های دهگانه» است و انتشارات نوید شیراز آن را منتشر کرده‌است:
- ۲۰- تاریخ پنهان اشک‌ها (مجموعه داستان و شعر)، پاییز ۱۳۹۰
- ۲۱- اعترافات (مجموعه شش شعر بلند)، بهار ۱۳۹۳
- ۲۲- پروانه‌های هراسان در آینه (برگزیده داستانهای کوتاه و شعرها)، به دو زبان انگلیسی- چکی، پاییز ۱۳۹۳
- ۲۳- خاطرات باران (برگزیده داستان‌های کوتاه و شعرها)، به دو زبان فرانسه- روسی، پاییز ۱۳۹۳
- ۲۴- پیش از آن که بگویم بدرود ( برگزیده اشعار)،نشر آیخانم، کابل، پاییز ۱۳۹۹